# Nolina arenicola
Nolina arenicola là một loài thực vật có hoa trong họ Măng tây. Loài này được Correll mô tả khoa học đầu tiên năm 1968.

## Hình ảnh

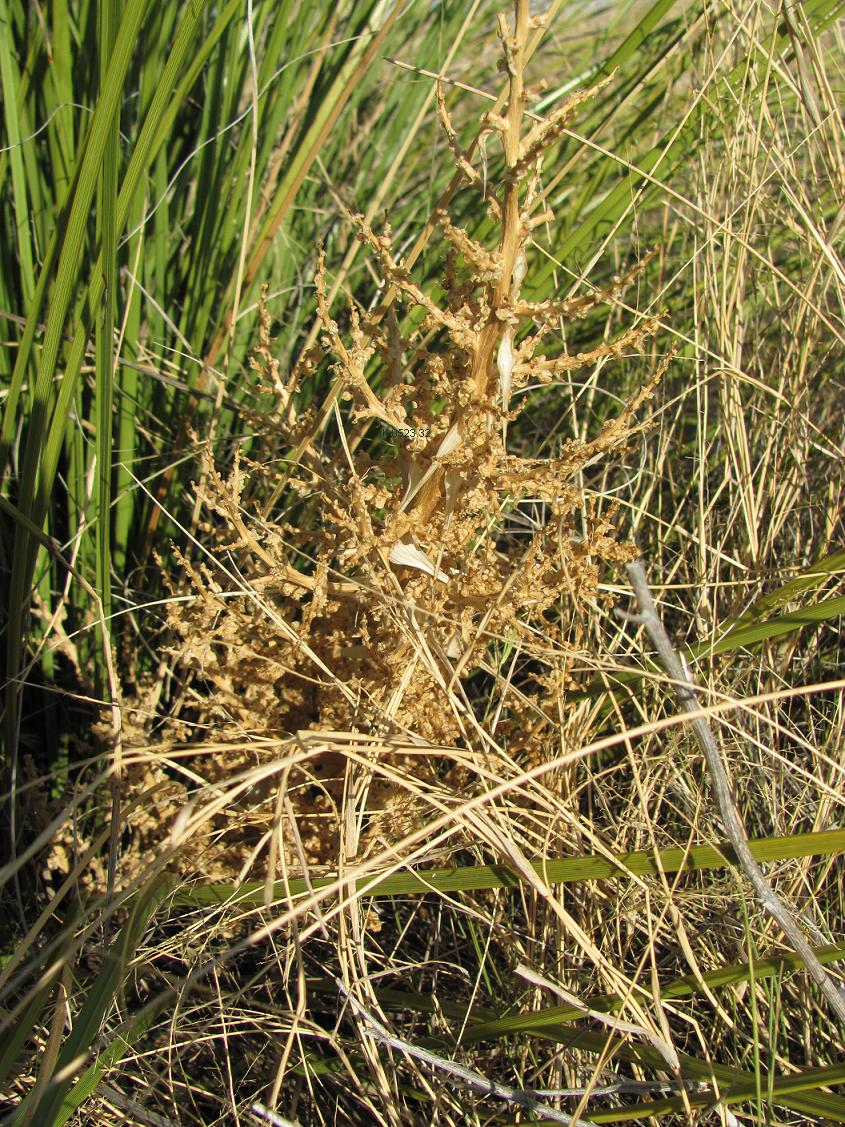
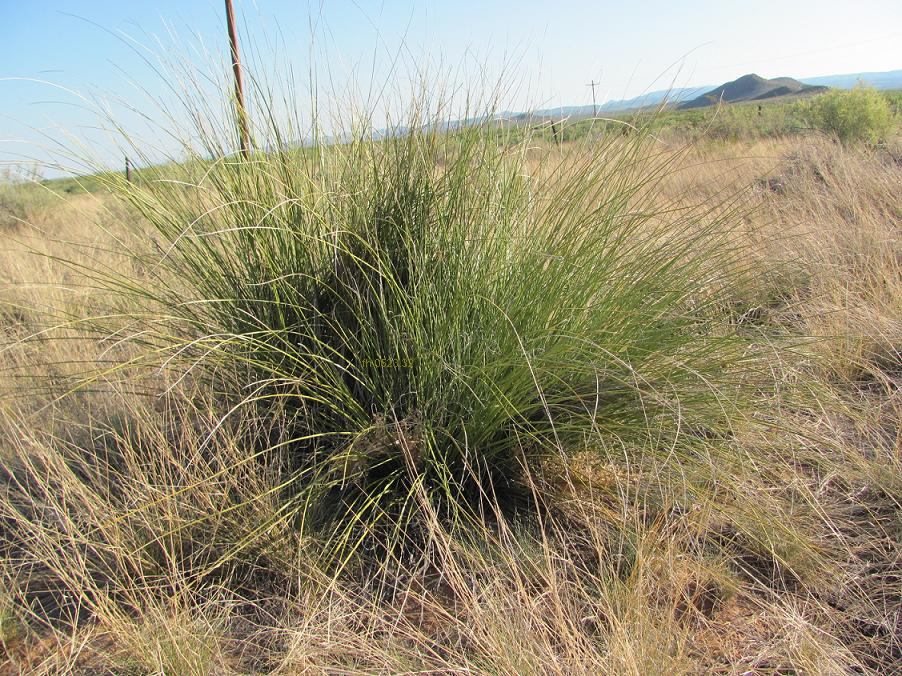